# Scirpophaga gilviberbis
Scirpophaga gilviberbis là một loài bướm đêm trong họ Crambidae.